# Sobór Zwiastowania w Charkowie

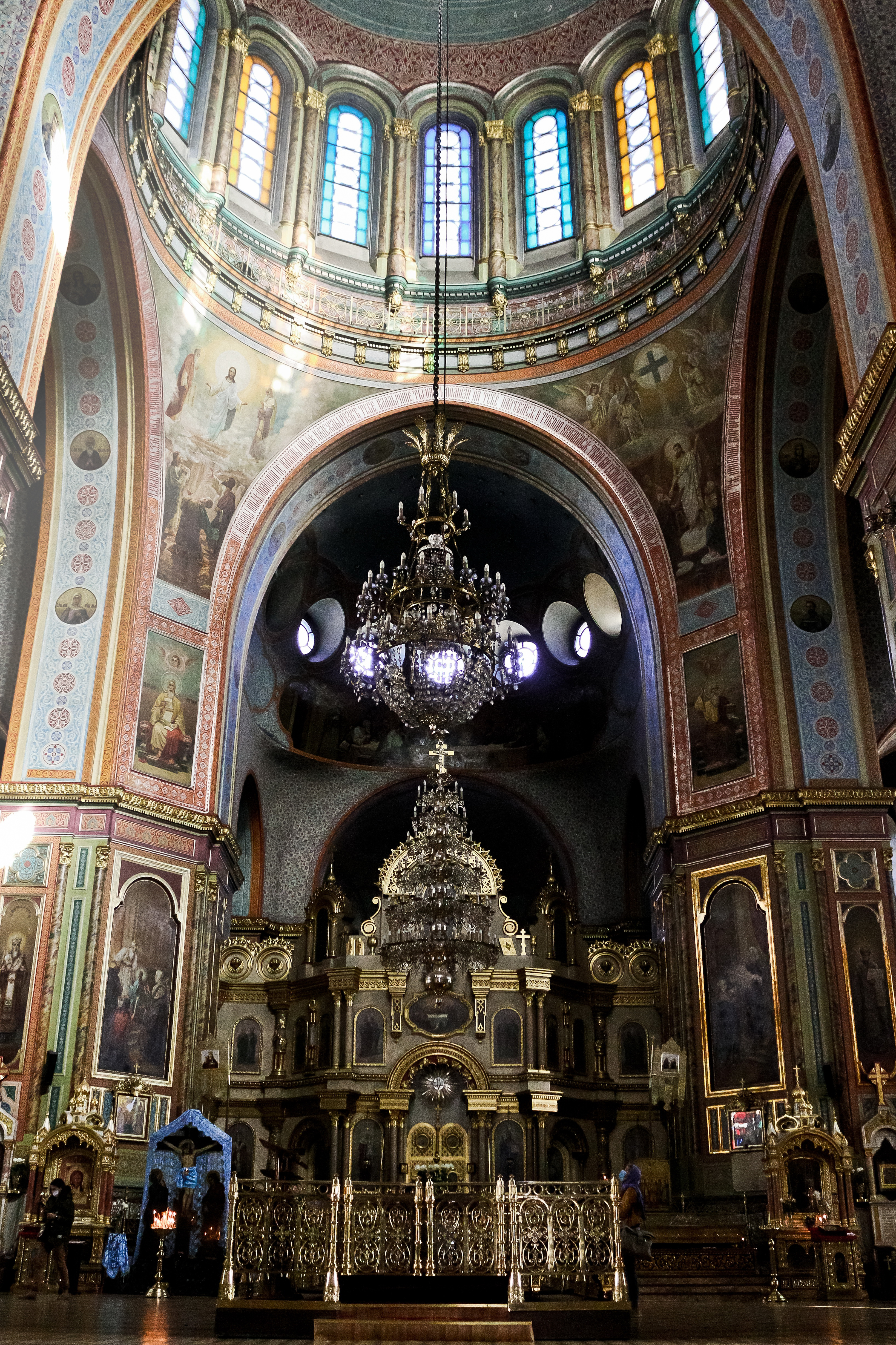
Wnętrze (2023)

Sobór Zwiastowania  (ukr. Свято-Благовіщенський кафедральний собор) – prawosławny sobór w Charkowie, katedra eparchii charkowskiej Ukraińskiego Kościoła Prawosławnego Patriarchatu Moskiewskiego.

## Historia
Sobór powstał na przełomie XIX i XX wieku na miejscu kilku wcześniejszych świątyń prawosławnych pod tym samym wezwaniem. Decyzja o jego budowie zapadła w 1887 i została podjęta przez grupę charkowskich wiernych kierowanych przez miejscowego biskupa Ambrożego. Komitet koordynujący budowę zebrał na cel wzniesienia soboru 34 tys. rubli z dobrowolnych datków, zaś w roku 1888 wykupił działkę od rady miasta. Autorem projektu świątyni był architekt Michaił Łowcow. Poświęcenie kamienia węgielnego miało miejsce 2 października 1888; budowa soboru trwała do 1901 i była finansowana ze składek wiernych z Charkowa i innych miast Imperium Rosyjskiego – łączny koszt obiektu zamknął się w kwocie 400 tys. rubli. W roku ukończenia prac nad świątynią miało miejsce jej uroczyste poświęcenie.
Sobór został wzniesiony w całości z cegły. Jego wysokość od podstawy do wierzchołka krzyża na głównej kopule wynosi 59 metrów, zaś wysokość dzwonnicy – 80 m. Długość świątyni wynosi 71 m. Jest ona przeznaczona do równoczesnego udziału 4 tys. wiernych w nabożeństwie. Ikonostas w soborze wykonany został z białego marmuru przez moskiewskiego artystę Wasilija Orłowa, ikony dla niego wykonał Andriej Danilewski. Autorami fresków na ścianach soboru są malarze charkowscy Swiatienko i Marczenko, którzy w swojej pracy naśladowali dekorację soboru św. Włodzimierza w Kijowie oraz w mniejszym stopniu soboru Chrystusa Zbawiciela w Moskwie.
Jeszcze w listopadzie 1919 w bezpośrednim sąsiedztwie soboru została otwarta cerkiew św. Andrzeja Rzymianina, zaś od strony dzwonnicy – kaplica św. Michała Archanioła i św. Mojżesza. W latach 1922–1924 o obiekt toczone były spory różnych organizacji kościelnych, zaś władze bolszewickie kilkakrotnie planowały jego całkowite zamknięcie dla celów kultowych. W latach 1925–1926 w obiekcie odbywały się koncerty muzyczne, jednak nadal był on czynny; ostateczna likwidacja świątyni miała miejsce 14 lutego 1930. Według oficjalnych dokumentów miała zostać ona przeznaczona na cele kulturalne, jednak w rzeczywistości urządzono w niej stajnię i magazyn.
W 1943 sobór został ponownie przekazany prawosławnym i od tego czasu pozostaje czynny. W 1946 decyzją arcybiskupa Stefana obiekt został katedrą eparchii charkowskiej (wcześniej funkcje te pełnił sobór Zaśnięcia Matki Bożej w Charkowie, zamknięty w 1930).
W XX wieku w soborze dla kultu wystawione zostały relikwie św. Atanazego III, patriarchy Konstantynopola, dotąd przechowywane w Mgarskim Monasterze Przemienienia Pańskiego w Łubniach.
W nocy z 1 na 2 lipca 1974, silny wiatr zerwał z dzwonnicy wieńczący ją krzyż; po naprawie został on ponownie uszkodzony przez wiatr w 1996. Rok później górna część dzwonnicy spłonęła w pożarze; pierwotny wygląd obiektu został przywrócony po kolejnym remoncie.